# Vomeridens infuscipinnis
Vomeridens infuscipinnis (H. H. DeWitt, 1964),  è una specie di pesce attinopterigio della famiglia dei Batidraconidi. Unica specie conosciuta del suo genere, è diffuso nell'Oceano Australe.

## Tassonomia
Il genere Vomeridens fu descritto formalmente per la prima volta nel 1979 dagli ittiologi Hugh Hamilton DeWitt e Jean-Claude Hureau, nel quale inserirono come monospecifico Racovitzia infuscipinnis, descritta da DeWitt nel 1964, il cui tipo nomenclaturale venne catturato nel Mare di Weddell. Il nome del genere vomeridens si riferisce ai particolari denti presenti sul vomere mentre il nome specifico infuscipinnis è composto da infuscus, ovvero "marrone scuro", e "pinnis", che significa "pinnato", in riferimento al colore della pinna caudale.

## Descrizione
Il corpo di questo animale è ricoperto da scaglie ctenoidi e due linee laterali coperte da scagli tubolari, mentre l'opercolo non è coperto né da spine, né da uncini. Le mascelle mostrano bande di piccoli denti conici, mentre non ve ne sono sull'palato, ma gli individui con una lunghezza maggiore di 10 centimetri possiedono denti vomerini, abbastanza piccoli, il cui numero è variabile. Gli individui di V. infuscipinnis possiedono dai 31 ai 34 raggi molli nella pinna dorsale, mentre in quella anale 31 o 32. Questa specie può raggiungere una lunghezza massima di 22 centimetri e gli esemplari conservati in alcool mostrano corpo e testa di un marrone più scuro dell'addome, le pinne ventrali molto scure così come la pinna caudale, mentre le altre pinne sono di colori chiari. Il corpo possiede una ridotta quantità di ossa ma più cartilagine e lipidi, il che garantisce una galleggiabilità quasi neutra.

## Distribuzione, habitat e biologia
Vomeridens infuscipinnis è una specie rara che si trova nell'Oceano Australe, dove è risaputo che frequenti il Mare di Weddell e il Mare di Ross, le Isole Orcadi Meridionali e la Penisola Antartica. È una specie di pesce demersale che vive nella colonna d'acqua, ad una profondità dal livello del mare che può variare dai 500 agli 813 metri. Probabilmente, data la sua densità corporea, questa specie si nutre nella colonna d'acqua, sospesa sul substrato, e vive in un habitat epibentico. Sono stati analizzati i corpi di 19 esemplari di Vomeridens, e all'interno dello stomaco sono stati trovati krill della specie Euphausia superba, grandi anche 5 centimetri, che rappresentano quindi la maggior fonte di nutrimento per questo pesce. Sempre da questo studio, sono stati analizzati i corpi di 7 esemplari femminili, le quali hanno prodotto un massimo di 2296 e un minimo di 1576 ovociti, per una media di 1889.